# Ingeborg Møller
Ingeborg Dorthea Møller, född 26 november 1867 i Flensburg, död 27 januari 1945 i Köpenhamn, var en dansk kokboksförfattare och rösträttsaktivist.

## Biografi
Ingeborg Møller var dotter till slaktmästaren Johannes Friederich Wilhelm Partsch (1831–1902) och Ingeborg Dorthea Hansen (1833–1915), och gifte sig 22 juli 1894 med läkaren Jens Schou Christensen Møller (1865–1950). 
Møller bildade 1907 Kalundborgs lokalavdelning för Landsforbundet for Kvinders Valgret (LKV), som blev en av de största lokalavdelningarna, och fungerade som dess ordförande 1907–1915. 
Møller utgav flera böcker om hushållning och kokkonst: Kunsten at være huslig 1916, Hjemmets Kogebog 1919, 200 Middage, 1930, och Koldt Bord, 1931.